# Festas de São Gonçalo
As festas de São Gonçalo são uma comemoração portuguesa celebrada todo dia 10 de janeiro em diversas localidades portuguesas que têm São Gonçalo como orago, sendo as mais conhecidas a festa de Amarante, que se realizam desde o século XVI.
Esta festa, que em Amarante tem um cariz puramente religioso, comemorada em dois locais, na igreja de São Gonçalo e na capela de São Gonçalo, já foi também celebrada dia 16 de setembro no dia da beatificação de São Gonçalo. Mas teve uma unificação das festas 1969/70 para o dia 10 de janeiro, dia de sua morte.
Para além de Amarante, a 10 de janeiro realizam-se as festas de São Gonçalo em outras localidades tais como:
- São Paio de Vizela, local perto de onde nasceu São Gonçalo.[4]
- Vila Nova de Gaia[5]
- Arentim, Braga[6]
- Covelas (Trofa), no penúltimo fim de semana de janeiro;[7]

Neste dia festejam-se também em Aveiro as Festas em honra de São Gonçalinho.
Em Amarante, no primeiro fim de semana de junho celebram-se as festas de Junho em honra de São Gonçalo, estas ao contrário das celebração de 10 de janeiro, com cariz popular para além do religioso, que origina a deslocação de milhares de romeiros e turistas à cidade.
Também outras localidades portuguesas honram São Gonçalo no primeiro fim de semana de junho, tais como Tagilde, em Vizela (localidade onde nasceu São Gonçalo), Palmela ou no Monte Córdova em Santo Tirso.Já em Eiriz em Paços de Ferreira a festa celebra-se em julho.